# 해럴드 데이비스 (육상 선수)

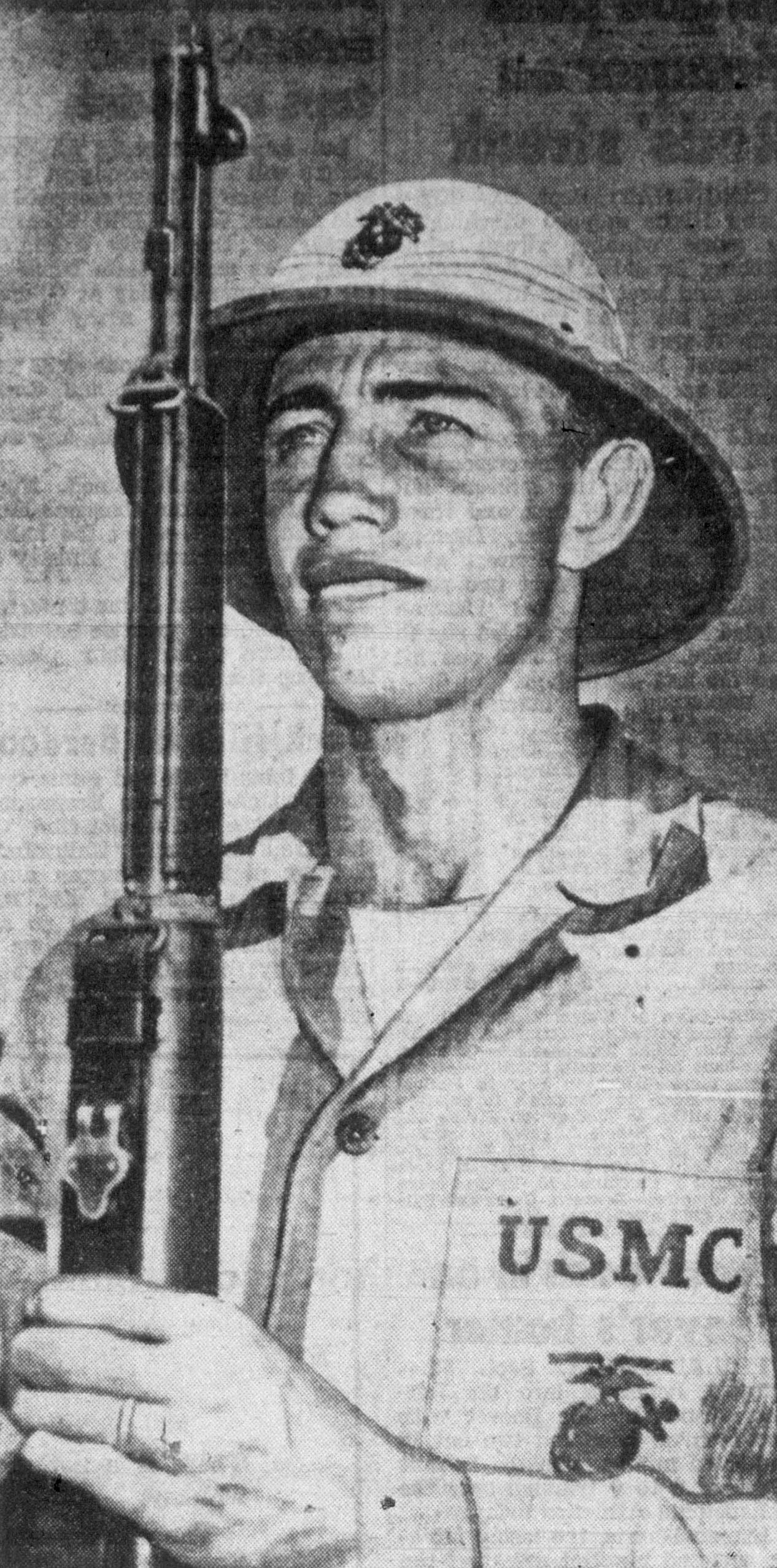

해럴드 데이비스(영어: Harold Davis, 1921년 1월 5일 - 2007년 8월 12일)은 미국의 육상 선수이다. 100미터 달리기 세계 기록 보유자였다. 1974년 미국 육상 명예의 전당에 올랐다.

## 선수 경력
"캘리포니아 혜성"(California Comet)이라는 별명을 가진 그는 1941년 6월 6일 컴튼 릴레이스(Compton Relays)에서 제시 오언스(Jesse Owens)의 역풍 속 세계 기록을 동점으로 만들었고 4년 동안 세계에서 가장 빠른 단거리 선수로 여겨졌다. 불행히도 데이비스에게는 제2차 세계 대전 중이었고 올림픽이 취소되어 국제적인 인정을 받을 기회를 박탈당했다.
1940~43년 기간 동안 데이비스는 220년이 넘는 경주에서 한 번도 패하지 않았고 100년이 넘는 경주에서는 단 한 번만 패했다. 이 마지막 경주는 자신과 동등하다고 간주될 수 있는 유일한 사람인 바니 이웰에게 패배였다. 패배는 1941년 미국 100년 챔피언십 레이스에서 발생했다. 여기에서도 시작이 좋지 않은 후 데이비스는 결승점에서 이웰을 거의 잡았다. 이 시기에 데이비스는 100m에서 3번의 미국 챔피언십(1940, 1942–43)과 200m에서 4번(1940–43) 우승했다.
1941년 6월 6일, 그는 제시 오언의 100m 10.2초 세계 기록과 동률을 이루었다. 1942년 5월 16일, 그는 9.4초의 100년 기록과 동률을 이루었지만 데이비스가 공식적으로 승인되지 않은 유형의 스타팅 블록을 사용했기 때문에 이번에는 IAAF 세계 관리 기구에 의해 승인되지 않았다.
데이비스는 또한 당시 세계 기록이 20.3초였을 때 바람을 이용한 220y/200m 경주를 20.2초에 두 번 달렸다. 첫 번째는 1941년 5월 17일, 두 번째는 1943년 6월 20일 미국 선수권 대회 결승전에서 이루어졌다.
그의 경력이 절정에 이르렀을 때 캘리포니아 혜성인 데이비스는 캘리포니아 뿐만 아니라 미국 전역에서 유명했으며 데이비스가 뉴스 가치가 있는 대회에 항목을 제출했다는 단순한 사실이 있다.